# 사우스 엔드 그라운즈
사우스 엔드 그라운즈(South End Grounds)은 미국 매사추세츠주 보스턴에 위치한 야구장이다. 과거 MLB 보스턴 브레이브스의 홈구장으로 사용했다.